# Babakanpasar
Babakanpasar is een bestuurslaag in het regentschap Kota Bogor van de provincie West-Java, Indonesië. Babakanpasar telt 10.163 inwoners (volkstelling 2010).